# Riocentro

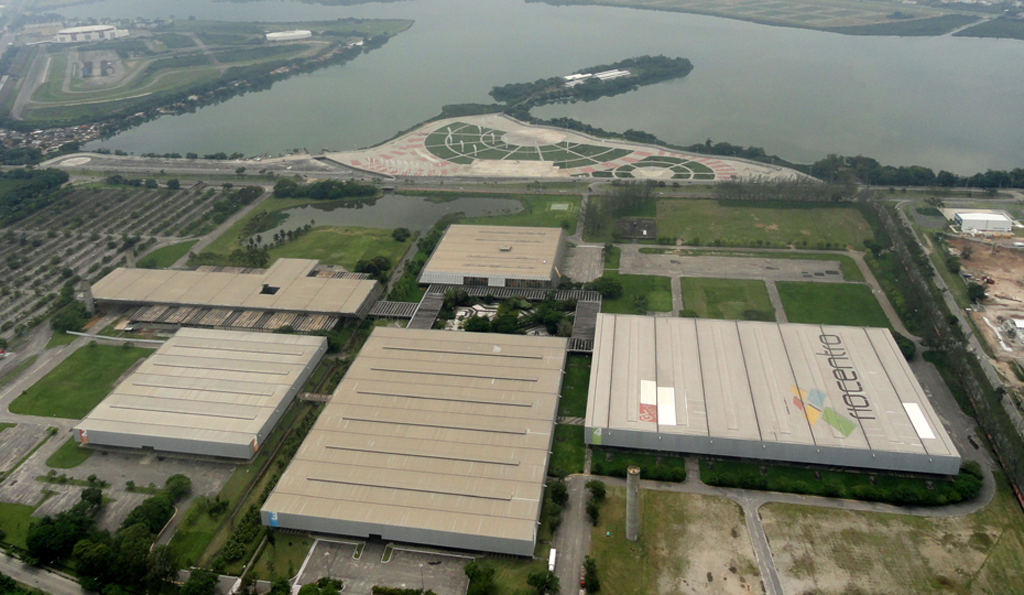
Vedere aeriană a Riocentro

Riocentro este cel mai mai mare centru de expoziții si evenimente din America latină. Este situat în cartierul Barra da Tijuca din Rio de Janeiro, Brazilia. A găzduit, printre altele, mai multe probe ale Jocurilor Panamericane din 2007 și Summitul Pământului de la Rio din iunie 2012. Va adăposti mai multe probe sportive din cadrul Jocurilor Olimpice de vară din 2016 și ale Jocurilor Paralimpice din același an. 

## Caracteristici

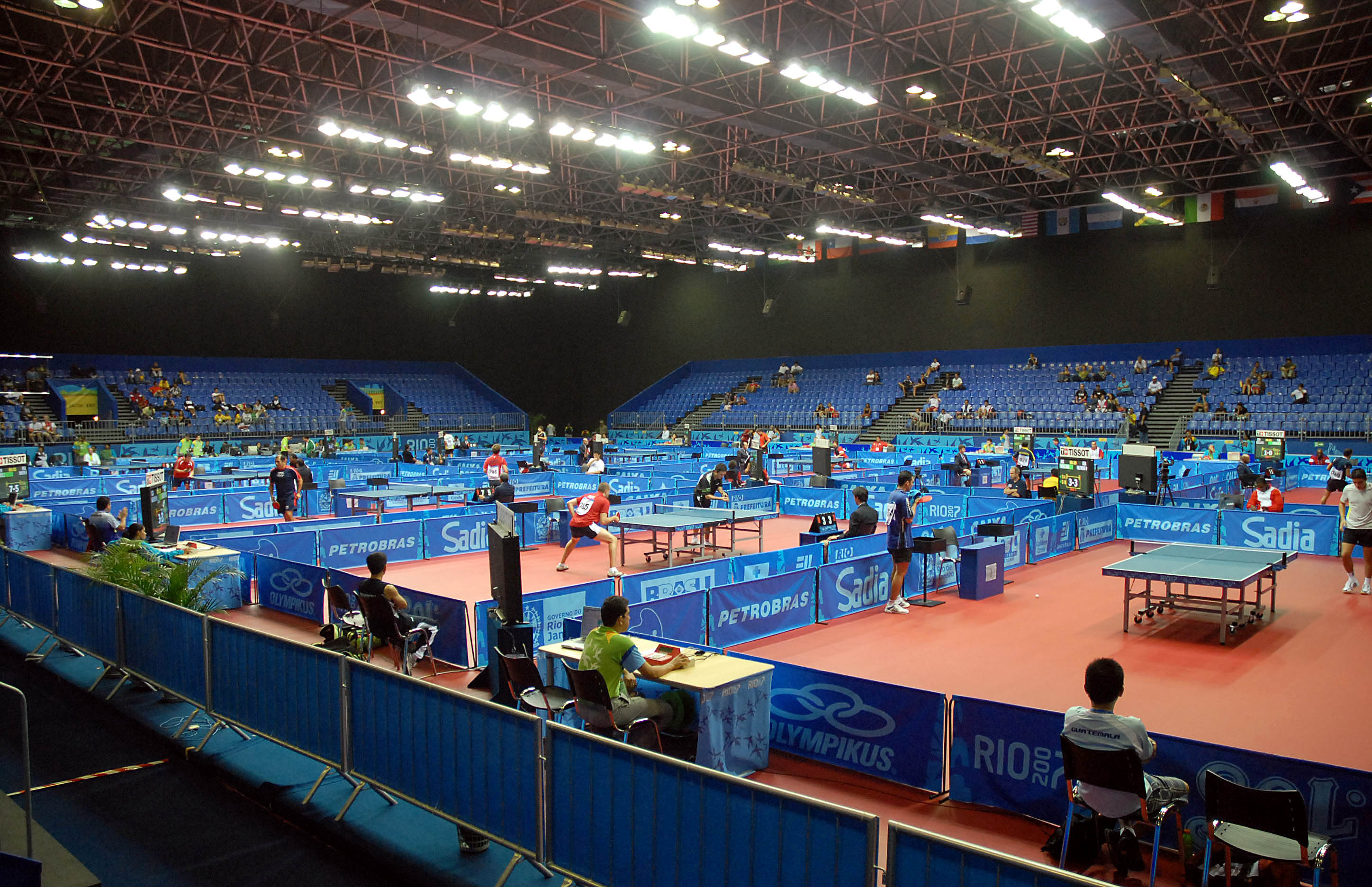
Riocentro în timp Jocurilor Panamericane din 2007

Riocentro include șase pavilioane interconectate:
- Pavilion 1: 15.000  de saloane de prezentare și un mezanin;
- Pavilion 2: 13.000 m², capabil de a găzdui medii și mari evenimente;
- Pavilion 3: 20.400 m² de saloane de prezentare, precum și patru mezanine și un auditoriu cu 600 de locuri;
- Pavilion 4: caracteristici similare cu Pavilion 3, cu auditoriu de 400 de locuri;
- Pavilion 5: 28.400 m², pe două niveluri;
- Pavilion 6: 14.000 m².

Construit în 1977, a fost renovat pentru Jocurile Panamericane din 2007. Pavilion 6 a fost edificat pentru Jocurile Olimpice de vară din 2016.

## Istoric
În anul 1981 a făcut obiectul unui atac cu bombă: pe 30 aprilie, doi soldati au adus bombe la Riocentro, în timp ce 20.000 de oameni sărbătoreau Ziua Muncii la un concert. Totuși, bombele au explodat când se aflau încă în parcarea, provocând moartea unui soldat și rănirea celuilalt. Investigația oficială a ajuns la concluzia că cei doi erau victimele unui atac terorist al extremei stângi. Totuși, atacul a fost considerat în general o operațiune eșuată a serviciilor de informații militare.
Cel de-al XXI-lea Congres Mondial al Petrolului din 2002 și Summitul Pământului de la Rio din iunie 2012 au avut loc, printre altele, pe Riocentro. În domeniul sportiv, a găzduit probele de badminton, box, scrimă, gimnastică ritmică și trambulină, handbal, judo, haltere, lupte, taekwondo și tenis de masă ale Jocurilor Panamericane din 2007. Centrul Internațional de Difuzare (International Broadcast Centre) a fost adăpostit în Riocentro în timp Campionatului Mondial de Fotbal 2014.
Patru dintre cele cinci pavilioane vor găzdui probele sportive în cadrul Jocurilor Olimpice de vară din 2016: halterele în Pavilion 2, tenisul de masă în Pavilion 3, badminton-ul în Pavilion 4 și boxul în Pavilion 6. 

## Legături externe
- pt  en  riocentro.com.br, site-ul oficial
- en  es  fr  pt  Facilities: Barra Region pe brasil2016.gov.br